# 넵스코바실레오스트롭스카야선
넵스코 바실레오스트롭스카야 선(러시아어: Невско-Василеостровская линия) 또는 그린 라인으로 알려진 상트페테르부르크 지하철의 3호선은 1967년에 개통된 러시아 상트페테르부르크 지하철의 세 번째 노선으로, 도시 중심지와 서부 및 동남부를 잇는 노선이다. 이 노선은 상트페테르부르크 중심부를 동서를 기준으로 하고 네바강의 좌측 둑을 따라 남동쪽으로 돌아가는 형태로, 1967년에 개통하였다. 넵스코 바실레오스트롭스카야 선의 색상은 일반적으로 메트로 지도 상에서 초록색으로 표기된다.

## 노선 개요
넵스코 바실레오스트롭스카야 선은 베고바야 역을 출발해 리바츠코예 역을 연결한다.

### 구간
| 구간                                                  | 개통일           | 길이    |
| ----------------------------------------------------- | ---------------- | ------- |
| 바실레오스트롭스카야 - 플로샤디 알렉산드라 넵스코고 I | 1967년 11월 3일  | 6.5 km  |
| 플로샤디 알렉산드라 넵스코고 I - 로모노솝스카야       | 1970년 12월 25일 | 6.3 km  |
| 바실레오스트롭스카야 - 프리모르스카야                 | 1979년 9월 29일  | 2.6 km  |
| 로모노솝스카야 - 오부호보                             | 1981년 7월 10일  | 4.0 km  |
| 오부호보 - 리바츠코예                                 | 1984년 12월 28일 | 3.1 km  |
| 프리모르스카야 - 베고바야                             | 2018년 5월 26일  | 5.2 km  |
| 총합                                                  | 12역             | 27.7 km |

## 환승역
|  | 노선                           | 환승역                         |
|  | ------------------------------ | ------------------------------ |
|  | 키롭스코 비보륵스카야 선       | 마야콥스카야                   |
|  | 모스콥스코 페트로그라츠카야 선 | 고스티니 드보르                |
|  | 프라보베레즈나야 선            | 플로샤디 알렉산드라 넵스코고 I |

## 차량
넵스코예(5번) 기지가 이 노선을 담당한다. 현재 36대의 운임 열차가 배치되어 있는데, 1960년대와 1970년대에 건설된 Em, Ema, Emx, 1970년대와 1980년대에 건설된 81-717/714, 2002년 이후 운행되는 81-540/541 및 7 차량이 운행된다.